# Megumi Sakata
Megumi Sakata (坂田 恵, 18 de octubre de 1971) és una exfutbolista japonesa.

## Selecció del Japó
Va debutar amb la selecció del Japó el 1989. Va disputar 10 partits amb la selecció del Japó. Ha disputat Copa del Món de 1991 i 1995.

## Estadístiques
| Selecció del Japó | Selecció del Japó | Selecció del Japó |
| Anys              | Partits           | Gols              |
| ----------------- | ----------------- | ----------------- |
| 1989              | 1                 | 0                 |
| 1990              | 2                 | 0                 |
| 1991              | 3                 | 0                 |
| 1992              | 0                 | 0                 |
| 1993              | 1                 | 0                 |
| 1994              | 1                 | 0                 |
| 1995              | 1                 | 0                 |
| 1996              | 1                 | 0                 |
| Total             | 10                | 0                 |